# Unicorn argentina
Espèce
Synonymes
- Orchestina argentina Mello-Leitão, 1940

Unicorn argentina est une espèce d'araignées aranéomorphes de la famille des Oonopidae.

## Distribution
Cette espèce est endémique d'Argentine. Elle se rencontre dans les provinces de Mendoza et de San Juan.

## Description
Le mâle mesure 2,71 mm.

## Publication originale
- Mello-Leitão, 1940 : Tres géneros extraños de arañas argentinas. Revista del Museo de La Plata (Nueva Serie), Zoología, La Plata, vol. 5, no 43, p. 251-258.